# Ронгджаг
Ронгджаг (тиб. རོང་བྲག།, Вайли: rong brag, тиб. пиньинь: Rongdrag) или Даньба́ (кит. упр. 丹巴, пиньинь Dānbā) — уезд Гардзе-Тибетского автономного округа провинции Сычуань (КНР). Правление уезда размещается в посёлке Чжангу.

## История
Уезд был образован в 1913 году
В 1935 году во время Великого похода через эти места прошла китайская Красная Армия.
В 1939 году была создана провинция Сикан и уезд вошёл в её состав.
В апреле 1950 года в составе провинции Сикан был образован Специальный район Кандин (康定专区), и уезд вошёл в его состав; в декабре 1950 года Специальный район Кандин был переименован в Тибетский автономный район провинции Сикан (西康省藏族自治区). В 1955 году провинция Сикан была расформирована, и район был передан в состав провинции Сычуань; так как в провинции Сычуань уже имелся Тибетский автономный район, то бывший Тибетский автономный район провинции Сикан сменил название на Гардзе-Тибетский автономный округ.

## Административное деление
Уезд делится на 2 посёлка и 13 волостей.